# Campionato nordamericano maschile under 21 di pallavolo 2004
Il Campionato nordamericano maschile under 21 di pallavolo 2004 si è svolto dal 3 all'8 agosto a Winnipeg, in Canada: al torneo hanno partecipato cinque squadre nazionali Under-21 nordamericane e la vittoria finale è andata per la seconda volta a Cuba.

## Impianti
|                                                                                       |  |  |
|                                                                                       |  |  |
| Investors Group Athletic Centre Città: Winnipeg Capienza: 3 100 Anno d'apertura: 1999 |  |  |

## Regolamento

### Formula
Le squadre hanno disputato una prima fase a gironi con formula del girone all'italiana; al termine della prima fase:
- Le prime due classificate hanno acceduto alla finale per il primo posto.
- La terza e la quarta classificata hanno acceduto alla finale per il terzo posto.

### Criteri di classifica
In caso di vittoria è prevista l'assegnazione di 2 punti, mentre in caso di sconfitta è prevista l'assegnazione di 1 punto.
L'ordine del posizionamento in classifica è stato definito in base a:
- Punti;
- Ratio dei punti realizzati/subiti;
- Ratio dei set vinti/persi;
- Risultati degli scontri diretti.

## Squadre partecipanti
| Squadra     | Qualificazione      | Ultima partecipazione |
| ----------- | ------------------- | --------------------- |
| Canada      | Paese organizzatore | Canada 2002           |
| Cuba        | -                   | Cuba 2000             |
| Messico     | -                   | Canada 2002           |
| Porto Rico  | -                   | Canada 2002           |
| Stati Uniti | -                   | Canada 2002           |

## Torneo

### Rourn-robin

#### Risultati
| 3 agosto 2004 Investors Group Athletic Centre, Winnipeg Durata: ? - Spettatori: ? | Cuba        | 3 - 0 | Stati Uniti | 25-21, 25-18, 25-14        |
| 3 agosto 2004 Investors Group Athletic Centre, Winnipeg Durata: ? - Spettatori: ? | Canada      | 3 - 1 | Messico     | 25-19, 14-25, 25-17, 25-19 |
| 4 agosto 2004 Investors Group Athletic Centre, Winnipeg Durata: ? - Spettatori: ? | Stati Uniti | 3 - 1 | Porto Rico  | 25-19, 23-25, 25-18, 25-17 |
| 4 agosto 2004 Investors Group Athletic Centre, Winnipeg Durata: ? - Spettatori: ? | Cuba        | 3 - 0 | Canada      | 25-17, 25-16, 25-10        |
| 5 agosto 2004 Investors Group Athletic Centre, Winnipeg Durata: ? - Spettatori: ? | Messico     | 0 - 3 | Cuba        | 22-25, 11-25, 20-25        |
| 5 agosto 2004 Investors Group Athletic Centre, Winnipeg Durata: ? - Spettatori: ? | Canada      | 0 - 3 | Porto Rico  | 27-29, 18-25, 21-25        |
| 6 agosto 2004 Investors Group Athletic Centre, Winnipeg Durata: ? - Spettatori: ? | Porto Rico  | 1 - 3 | Cuba        | 21-25,25-23, 23-25, 18-25  |
| 6 agosto 2004 Investors Group Athletic Centre, Winnipeg Durata: ? - Spettatori: ? | Stati Uniti | 3 - 0 | Messico     | 25-21, 25-23, 25-13        |
| 7 agosto 2004 Investors Group Athletic Centre, Winnipeg Durata: ? - Spettatori: ? | Messico     | 0 - 3 | Porto Rico  | 21-25, 17-25, 30-32        |
| 7 agosto 2004 Investors Group Athletic Centre, Winnipeg Durata: ? - Spettatori: ? | Canada      | 0 - 3 | Stati Uniti | 21-25, 17-25, 19-25        |

#### Classifica
| Pos | Squadra     | Pt | G | V | P | SV | SP | Ratio | PF | PS | Ratio |
| --- | ----------- | -- | - | - | - | -- | -- | ----- | -- | -- | ----- |
| 1   | Cuba        | 8  | 4 | 4 | 0 |    |    |       |    |    |       |
| 2   | Stati Uniti | 7  | 4 | 3 | 1 |    |    |       |    |    |       |
| 3   | Porto Rico  | 6  | 4 | 2 | 2 |    |    |       |    |    |       |
| 4   | Canada      | 5  | 4 | 1 | 3 |    |    |       |    |    |       |
| 5   | Messico     | 4  | 4 | 0 | 4 |    |    |       |    |    |       |

### Fase finale

#### Finale 3º posto
| 8 agosto 2004 Investors Group Athletic Centre, Winnipeg Durata: ? - Spettatori: ? | Porto Rico | 3 - 2 | Canada | 25-14, 22-25, 25-21, 22-25, 15-10 |

#### Finale
| 8 agosto 2004 Investors Group Athletic Centre, Winnipeg Durata: ? - Spettatori: ? | Cuba | 3 - 1 | Stati Uniti | 25-19, 21-25, 25-22, 25-20 |

## Classifica finale
| Pos     | Squadra     |
| ------- | ----------- |
| Oro     | Cuba        |
| Argento | Stati Uniti |
| Bronzo  | Porto Rico  |
| 4.      | Canada      |
| 5.      | Messico     |

|  |  | Qualificate al campionato mondiale 2005 |